# حسن بيطار
حسن إبراهيم بيطار (24 مايو 1985) هو لاعب كرة قدم لبناني سابق كان يلعب في مركز حراسة المرمى.

## المسيرة الكروية
بدأ بيطار مسيرته مع التضامن صور موسم 2002–03، ولعب معهم خمس مواسم، حتى إنتقل إلى المبرة في 2007. في الموسم الأول، حقق المبرة لقب كأس لبنان 2007–08، لأول مرة في تاريخ النادي.
بعد خمس مواسم أخرى مع المبرة، إنضم إلى العهد في 2014، وحقق معهم الدوري اللبناني الممتاز 2014–15 في موسمه الأول، ثم توّج بكأس النخبة 2015 وكأس السوبر 2015. في موسمه الأخير، حقق العهد الدوري اللبناني 2016–17 مجددًا وأعلن بيطار عن إعتزاله كرة القدم.

## المسيرة الدولية
كانت أول مباراة لبيطار مع منتخب لبنان ضد الكويت وإنتهت بخسارة لبنان 3–2 في 2 يناير 2008. شارك في 7 مباريات دولية بالمجمل بين 2008 و2016.

## الإنجازات

### النادي
المبرة
- كأس لبنان: 2007–08

العهد
- الدوري اللبناني الممتاز: 2014–15، 2016–17
- كأس النخبة اللبناني: 2015
- كأس السوبر اللبناني: 2015

## وصلات خارجية
- حسن بيطار على موقع قاعدة بيانات كرة القدم.إي يو (الإنجليزية)
- حسن بيطار على موقع ناشيونال فوتبول تيمز (الإنجليزية)
- حسن بيطار على موقع Soccerway.com (الإنجليزية)
- حسن بيطار على موقع كووورة